# 益田郡
- 令制国一覧 > 東山道 > 飛騨国 > 益田郡
- 日本 > 中部地方 > 岐阜県 > 益田郡

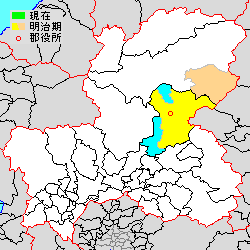
岐阜県益田郡の位置（薄黄：後に他郡に編入された区域 水色：後に他郡から編入した区域）

益田郡（ましたぐん）は、岐阜県（飛騨国）にあった郡。

## 郡域
1879年（明治12年）に行政区画として発足した当時の郡域は下記の区域にあたる。
- 下呂市の大部分（金山町金山・金山町菅田笹洞・金山町菅田桐洞・金山町弓掛・金山町卯野原・金山町乙原・金山町岩瀬・金山町祖師野・金山町戸部・金山町東沓部・金山町田島・萩原町山之口を除く）
- 高山市の一部（朝日町各町・高根町各町・久々野町久須母・久々野町大西・久々野町柳島・久々野町小屋名・久々野町辻）

尚、設置から鎌倉時代初期ぐらいまでは源頼朝の命により文覚上人(永雅上人との説もある)が現在の下呂市御厩野に天台宗の鳳慈尾山大威徳寺を建立した影響で、現在の美濃国側の中津川市加子母の小郷・小和知は、大威徳寺の領域として同郡に属していた。
昭和30年(1955年)3月1日、武儀郡金山町を中心として武儀郡菅田町、郡上郡東村、益田郡下原村が吸収されて、益田郡金山町が発足し、同年4月1日には、加茂郡白川町大字白山の一部(田島)を編入した。

## 歴史
- 870年（貞観12年）に飛騨国大野郡の南部を分割して置かれた。温泉をはじめとする観光地で賑わいのある郡だった。
- 現在の中津川市加子母の小郷・小和知は元々大威徳寺領として本郡に属していたが、のちに鎌倉時代のはじめから美濃国恵那郡の所属となった。

### 近世以降の沿革
- 明治初年時点では全域が飛騨郡代管轄の幕府領であった。「旧高旧領取調帳」に記載されている明治初年時点での村は以下の通り。○は村内に寺社除地[1]が存在。（100村）

| 知行              | 郷       | 村数 | 村名 |
| ----------------- | -------- | ---- | --- |
| 幕府領 (飛騨郡代) | 阿多野郷 | 37村 | 久須母村、大西村、柳島村、小屋名村、辻村、○小谷村、○甲村、見座村、○立岩村、小瀬村、万石村、上ヶ見村、寺沢村、大広村、○黒川村、浅井村、○青屋村、寺附村、小瀬ヶ洞村、黍生谷村、○一之宿村、桑之島村、宮之前村、○西洞村、胡桃島村、猪之鼻村、中之宿村、○中洞村、池ヶ洞村、下之向村、○日影村、○上ヶ洞村、阿多野郷村、日和田村、小日和田村、野麦村、大古井村 |
| 幕府領 (飛騨郡代) | 小坂郷   | 11村 | 門坂村、岩崎村、無数原村、○小坂町村、大島村、坂下村、長瀬村、赤沼田村、○落合村、大洞村、湯屋村 |
| 幕府領 (飛騨郡代) | 上呂郷   | 6村  | ○尾崎村、大ヶ洞村、宮田村、奥田洞村、○四美村、○上呂村 |
| 幕府領 (飛騨郡代) | 萩原郷   | 7村  | ○桜洞村、○萩原町村、○上村、花池村、○中呂村、西上田村、東上田村 |
| 幕府領 (飛騨郡代) | 中呂郷   | 3村  | 野上村、羽根村、跡津村 |
| 幕府領 (飛騨郡代) | 下呂郷   | 6村  | ○森村、小川村、○湯之島村、少ヶ野村、三原村、門原村 |
| 幕府領 (飛騨郡代) | 竹原郷   | 4村  | ○乗政村、○宮地村、○野尻村、○御厩野村 |
| 幕府領 (飛騨郡代) | 下原郷   | 16村 | 保井戸村、瀬戸村、三ツ淵村、夏焼村、田口村、蛇之尾村、門和佐村、久野川村、和佐村、○火打村、○中切村（現・下呂市金山地区）、福来村、○中津原村、大船渡村、下原町村、渡村 |
| 幕府領 (飛騨郡代) | 馬瀬郷   | 10村 | 川上村、○黒石村、○数河村、中切村（現・下呂市馬瀬地区）、堀之内村、名丸村、井谷村、惣島村、西村、下山村 |

- 慶応4年
  - 5月23日（1868年7月12日） - 飛騨県の管轄となる。
  - 6月2日（1868年7月21日） - 高山県の管轄となる。
- 明治4年11月20日（1871年12月31日） - 第1次府県統合により、筑摩県の管轄となる。
- 明治8年（1875年） - 以下の町村の統合が行われる。（7村）
  - 下原村 ← 門原村、保井戸村、瀬戸村、三ツ淵村、夏焼村、田口村、蛇之尾村、門和佐村、久野川村、和佐村、火打村、中切村（現・下呂市金山地区）、福来村、中津原村、大船渡村、下原町村、渡村
  - 三郷村 ← 大ヶ洞村、宮田村、奥田洞村、上呂村、桜洞村、萩原町村、上村、花池村、中呂村、東上田村、森村、小川村、湯之島村、乗政村、宮地村、野尻村、御厩野村
  - 川西村 ← 尾崎村、四美村、西上田村、野上村、羽根村、跡津村、少ヶ野村、三原村
  - 小坂村 ← 門坂村、岩崎村、無数原村、小坂町村、大島村、坂下村、長瀬村、赤沼田村、落合村、大洞村、湯屋村
  - 馬瀬村 ← 川上村、黒石村、数河村、中切村（現・下呂市馬瀬地区）、堀之内村、名丸村、井谷村、惣島村、西村、下山村
  - 朝日村 ← 久須母村、大西村、柳島村、小屋名村、辻村、小谷村、甲村、見座村、立岩村、小瀬村、万石村、上ヶ見村、寺沢村、大広村、黒川村、浅井村、青屋村、寺附村、小瀬ヶ洞村、黍生谷村、一之宿村、桑之島村、宮之前村、西洞村、胡桃島村
  - 高根村 ← 猪之鼻村、中之宿村、中洞村、池ヶ洞村、下之向村、日影村、上ヶ洞村、阿多野郷村、日和田村、小日和田村、野麦村、大古井村
- 明治9年（1876年）8月21日 - 第2次府県統合により、岐阜県の管轄となる。
- 明治12年（1879年）2月18日 - 郡区町村編制法の岐阜県での施行により、行政区画としての益田郡が発足。「大野益田吉城郡役所」が大野郡高山町に設置され、同郡および吉城郡とともに管轄。
- 明治16年（1883年）（12村）
  - 下原村の一部（夏焼組・田口組・蛇之尾組・門和佐組・久野川組）が分立して上原村が、一部（門原組・保井戸組・瀬戸組・三ツ淵組・和佐組・火打組）が分立して中原村がそれぞれ発足。
  - 三郷村の一部（乗政組・宮地組・野尻組・御厩野組）が分立して竹原村が、一部（東上田組・森組・小川組・湯之島組）が分立して下呂村が、一部（大ヶ洞組・宮田組・奥田洞組）が分立して宮田村がそれぞれ発足。
- 明治17年（1884年） - 馬瀬村が分割し、一部（川上組・黒石組・数河組・中切組・堀之内組・名丸組）に上馬瀬村が、残部（井谷組・惣島組・西村組・下山組）に下馬瀬村がそれぞれ発足。（13村）

### 町村制以降の沿革

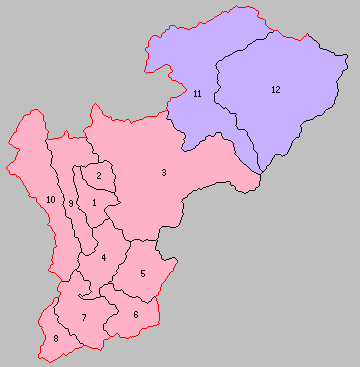
1.三郷村 2.宮田村 3.小坂村 4.下呂村 5.竹原村 6.上原村 7.中原村 8.下原村 9.川西村 10.馬瀬村 11.朝日村 12.高根村（紫：高山市 赤：下呂市）

- 明治22年（1889年）7月1日 - 町村制の施行により、三郷村、宮田村、小坂村、下呂村、竹原村、上原村、中原村、下原村、川西村、馬瀬村（現・下呂市）、朝日村、高根村（現・高山市）が発足。それにともない以下の変更が行われる。（12村）
  - 上馬瀬村・下馬瀬村が合併して馬瀬村が発足。
  - 川西村の一部（少ヶ野組・三原組）が下呂村に編入。
  - 朝日村の一部（久須母組・大西組・柳島組・小屋名組・辻組）が大野郡久々野村に編入。
- 明治30年（1897年）
  - 4月1日 - 三郷村・宮田村が合併して萩原村が発足。（11村）
  - 8月1日 - 郡制を施行。郡役所が萩原村に設置。
  - 10月29日 - 萩原村が町制施行して萩原町となる。（1町10村）
- 明治31年（1898年）3月2日 - 小坂村が町制施行して小坂町となる。（2町9村）
- 大正12年（1923年）4月1日 - 郡会が廃止。郡役所は存続。
- 大正14年（1925年）1月1日 - 下呂村が町制施行して下呂町となる。（3町8村）
- 大正15年（1926年）7月1日 - 郡役所が廃止。以降は地域区分名称となる。
- 昭和10年（1935年） - 面積1,071.07平方km、人口37,701人（男19,522人・女18,179人）[4]。
- 昭和17年（1942年）7月1日 - 益田地方事務所が萩原町に設置され、本郡を管轄。
- 昭和25年（1950年）4月1日 - 朝日村・高根村の所属郡が大野郡に変更。（3町6村）
- 昭和30年（1955年）
  - 3月1日 - 下原村が武儀郡金山町・菅田町・郡上郡東村と合併し、改めて金山町が発足。本郡の所属となる。（4町4村）
  - 4月1日
    - 下呂町・竹原村・上原村・中原村が合併し、改めて下呂町が発足。（4町2村）
    - 金山町が加茂郡白川町の一部（白山のうち田島）を編入。
- 昭和31年（1956年）8月25日 - 萩原町・川西村が大野郡山之口村と合併し、改めて萩原町が発足。（4町1村）
- 平成16年（2004年）3月1日 - 萩原町・小坂町・下呂町・金山町・馬瀬村が合併して下呂市が発足。同日益田郡消滅。

### 変遷表
| 明治22年以前 | 明治22年以前 | 明治22年以前           | 明治22年以前               | 明治22年以前               | 明治22年 7月1日 町村制施行 | 明治22年 - 大正15年          | 明治22年 - 大正15年                 | 明治22年 - 大正15年                 | 昭和元年 - 昭和29年                       | 昭和30年 - 昭和64年         | 平成元年 - 現在             | 現在   |
| ------------ | ------------ | ---------------------- | -------------------------- | -------------------------- | -------------------------- | ---------------------------- | ----------------------------------- | ----------------------------------- | ----------------------------------------- | --------------------------- | --------------------------- | ------ |
| 久須母村     | 久須母村     | 久須母村               | 明治8年1月 朝日村          | 明治8年1月 朝日村          | 大野郡 久々野村 の一部     | 大野郡久々野村 の一部        | 明治30年4月1日 大野郡久々野村の一部 | 明治30年4月1日 大野郡久々野村の一部 | 昭和26年4月1日 町制 大野郡 久々野町の一部 | 大野郡久々野町              | 平成17年2月1日 高山市に編入 | 高山市 |
| 大西村       |              |                        | 明治8年1月 朝日村          | 明治8年1月 朝日村          | 大野郡 久々野村 の一部     | 大野郡久々野村 の一部        | 明治30年4月1日 大野郡久々野村の一部 | 明治30年4月1日 大野郡久々野村の一部 | 昭和26年4月1日 町制 大野郡 久々野町の一部 | 大野郡久々野町              | 平成17年2月1日 高山市に編入 | 高山市 |
| 柳島村       |              |                        | 明治8年1月 朝日村          | 明治8年1月 朝日村          | 大野郡 久々野村 の一部     | 大野郡久々野村 の一部        | 明治30年4月1日 大野郡久々野村の一部 | 明治30年4月1日 大野郡久々野村の一部 | 昭和26年4月1日 町制 大野郡 久々野町の一部 | 大野郡久々野町              | 平成17年2月1日 高山市に編入 | 高山市 |
| 小屋名村     |              |                        | 明治8年1月 朝日村          | 明治8年1月 朝日村          | 大野郡 久々野村 の一部     | 大野郡久々野村 の一部        | 明治30年4月1日 大野郡久々野村の一部 | 明治30年4月1日 大野郡久々野村の一部 | 昭和26年4月1日 町制 大野郡 久々野町の一部 | 大野郡久々野町              | 平成17年2月1日 高山市に編入 | 高山市 |
| 辻村         |              |                        | 明治8年1月 朝日村          | 明治8年1月 朝日村          | 大野郡 久々野村 の一部     | 大野郡久々野村 の一部        | 明治30年4月1日 大野郡久々野村の一部 | 明治30年4月1日 大野郡久々野村の一部 | 昭和26年4月1日 町制 大野郡 久々野町の一部 | 大野郡久々野町              | 平成17年2月1日 高山市に編入 | 高山市 |
| 小谷村       | 小谷村       | 小谷村                 | 明治8年1月 朝日村          | 明治8年1月 朝日村          | 朝日村                     | 朝日村                       | 朝日村                              | 朝日村                              | 昭和25年4月1日 大野郡朝日村               | 大野郡朝日村                | 平成17年2月1日 高山市に編入 | 高山市 |
| 甲村         |              |                        | 明治8年1月 朝日村          | 明治8年1月 朝日村          | 朝日村                     | 朝日村                       | 朝日村                              | 朝日村                              | 昭和25年4月1日 大野郡朝日村               | 大野郡朝日村                | 平成17年2月1日 高山市に編入 | 高山市 |
| 見座村       |              |                        | 明治8年1月 朝日村          | 明治8年1月 朝日村          | 朝日村                     | 朝日村                       | 朝日村                              | 朝日村                              | 昭和25年4月1日 大野郡朝日村               | 大野郡朝日村                | 平成17年2月1日 高山市に編入 | 高山市 |
| 立岩村       |              |                        | 明治8年1月 朝日村          | 明治8年1月 朝日村          | 朝日村                     | 朝日村                       | 朝日村                              | 朝日村                              | 昭和25年4月1日 大野郡朝日村               | 大野郡朝日村                | 平成17年2月1日 高山市に編入 | 高山市 |
| 小瀬村       |              |                        | 明治8年1月 朝日村          | 明治8年1月 朝日村          | 朝日村                     | 朝日村                       | 朝日村                              | 朝日村                              | 昭和25年4月1日 大野郡朝日村               | 大野郡朝日村                | 平成17年2月1日 高山市に編入 | 高山市 |
| 万石村       |              |                        | 明治8年1月 朝日村          | 明治8年1月 朝日村          | 朝日村                     | 朝日村                       | 朝日村                              | 朝日村                              | 昭和25年4月1日 大野郡朝日村               | 大野郡朝日村                | 平成17年2月1日 高山市に編入 | 高山市 |
| 上ヶ見村     |              |                        | 明治8年1月 朝日村          | 明治8年1月 朝日村          | 朝日村                     | 朝日村                       | 朝日村                              | 朝日村                              | 昭和25年4月1日 大野郡朝日村               | 大野郡朝日村                | 平成17年2月1日 高山市に編入 | 高山市 |
| 寺沢村       |              |                        | 明治8年1月 朝日村          | 明治8年1月 朝日村          | 朝日村                     | 朝日村                       | 朝日村                              | 朝日村                              | 昭和25年4月1日 大野郡朝日村               | 大野郡朝日村                | 平成17年2月1日 高山市に編入 | 高山市 |
| 大広村       |              |                        | 明治8年1月 朝日村          | 明治8年1月 朝日村          | 朝日村                     | 朝日村                       | 朝日村                              | 朝日村                              | 昭和25年4月1日 大野郡朝日村               | 大野郡朝日村                | 平成17年2月1日 高山市に編入 | 高山市 |
| 黒川村       |              |                        | 明治8年1月 朝日村          | 明治8年1月 朝日村          | 朝日村                     | 朝日村                       | 朝日村                              | 朝日村                              | 昭和25年4月1日 大野郡朝日村               | 大野郡朝日村                | 平成17年2月1日 高山市に編入 | 高山市 |
| 浅井村       |              |                        | 明治8年1月 朝日村          | 明治8年1月 朝日村          | 朝日村                     | 朝日村                       | 朝日村                              | 朝日村                              | 昭和25年4月1日 大野郡朝日村               | 大野郡朝日村                | 平成17年2月1日 高山市に編入 | 高山市 |
| 青屋村       |              |                        | 明治8年1月 朝日村          | 明治8年1月 朝日村          | 朝日村                     | 朝日村                       | 朝日村                              | 朝日村                              | 昭和25年4月1日 大野郡朝日村               | 大野郡朝日村                | 平成17年2月1日 高山市に編入 | 高山市 |
| 寺附村       |              |                        | 明治8年1月 朝日村          | 明治8年1月 朝日村          | 朝日村                     | 朝日村                       | 朝日村                              | 朝日村                              | 昭和25年4月1日 大野郡朝日村               | 大野郡朝日村                | 平成17年2月1日 高山市に編入 | 高山市 |
| 小瀬ヶ洞村   |              |                        | 明治8年1月 朝日村          | 明治8年1月 朝日村          | 朝日村                     | 朝日村                       | 朝日村                              | 朝日村                              | 昭和25年4月1日 大野郡朝日村               | 大野郡朝日村                | 平成17年2月1日 高山市に編入 | 高山市 |
| 黍生谷村     |              |                        | 明治8年1月 朝日村          | 明治8年1月 朝日村          | 朝日村                     | 朝日村                       | 朝日村                              | 朝日村                              | 昭和25年4月1日 大野郡朝日村               | 大野郡朝日村                | 平成17年2月1日 高山市に編入 | 高山市 |
| 一之宿村     |              |                        | 明治8年1月 朝日村          | 明治8年1月 朝日村          | 朝日村                     | 朝日村                       | 朝日村                              | 朝日村                              | 昭和25年4月1日 大野郡朝日村               | 大野郡朝日村                | 平成17年2月1日 高山市に編入 | 高山市 |
| 桑之島村     |              |                        | 明治8年1月 朝日村          | 明治8年1月 朝日村          | 朝日村                     | 朝日村                       | 朝日村                              | 朝日村                              | 昭和25年4月1日 大野郡朝日村               | 大野郡朝日村                | 平成17年2月1日 高山市に編入 | 高山市 |
| 宮之前村     |              |                        | 明治8年1月 朝日村          | 明治8年1月 朝日村          | 朝日村                     | 朝日村                       | 朝日村                              | 朝日村                              | 昭和25年4月1日 大野郡朝日村               | 大野郡朝日村                | 平成17年2月1日 高山市に編入 | 高山市 |
| 西洞村       |              |                        | 明治8年1月 朝日村          | 明治8年1月 朝日村          | 朝日村                     | 朝日村                       | 朝日村                              | 朝日村                              | 昭和25年4月1日 大野郡朝日村               | 大野郡朝日村                | 平成17年2月1日 高山市に編入 | 高山市 |
| 胡桃島村     |              |                        | 明治8年1月 朝日村          | 明治8年1月 朝日村          | 朝日村                     | 朝日村                       | 朝日村                              | 朝日村                              | 昭和25年4月1日 大野郡朝日村               | 大野郡朝日村                | 平成17年2月1日 高山市に編入 | 高山市 |
| 猪之鼻村     | 猪之鼻村     | 猪之鼻村               | 明治8年1月 高根村          | 明治8年1月 高根村          | 高根村                     | 高根村                       | 高根村                              | 高根村                              | 昭和25年4月1日 大野郡高根村               | 大野郡高根村                | 平成17年2月1日 高山市に編入 | 高山市 |
| 中之宿村     |              |                        | 明治8年1月 高根村          | 明治8年1月 高根村          | 高根村                     | 高根村                       | 高根村                              | 高根村                              | 昭和25年4月1日 大野郡高根村               | 大野郡高根村                | 平成17年2月1日 高山市に編入 | 高山市 |
| 中洞村       |              |                        | 明治8年1月 高根村          | 明治8年1月 高根村          | 高根村                     | 高根村                       | 高根村                              | 高根村                              | 昭和25年4月1日 大野郡高根村               | 大野郡高根村                | 平成17年2月1日 高山市に編入 | 高山市 |
| 池ヶ洞村     |              |                        | 明治8年1月 高根村          | 明治8年1月 高根村          | 高根村                     | 高根村                       | 高根村                              | 高根村                              | 昭和25年4月1日 大野郡高根村               | 大野郡高根村                | 平成17年2月1日 高山市に編入 | 高山市 |
| 下之向村     |              |                        | 明治8年1月 高根村          | 明治8年1月 高根村          | 高根村                     | 高根村                       | 高根村                              | 高根村                              | 昭和25年4月1日 大野郡高根村               | 大野郡高根村                | 平成17年2月1日 高山市に編入 | 高山市 |
| 日影村       |              |                        | 明治8年1月 高根村          | 明治8年1月 高根村          | 高根村                     | 高根村                       | 高根村                              | 高根村                              | 昭和25年4月1日 大野郡高根村               | 大野郡高根村                | 平成17年2月1日 高山市に編入 | 高山市 |
| 上ヶ洞村     |              |                        | 明治8年1月 高根村          | 明治8年1月 高根村          | 高根村                     | 高根村                       | 高根村                              | 高根村                              | 昭和25年4月1日 大野郡高根村               | 大野郡高根村                | 平成17年2月1日 高山市に編入 | 高山市 |
| 阿多野郷村   |              |                        | 明治8年1月 高根村          | 明治8年1月 高根村          | 高根村                     | 高根村                       | 高根村                              | 高根村                              | 昭和25年4月1日 大野郡高根村               | 大野郡高根村                | 平成17年2月1日 高山市に編入 | 高山市 |
| 日和田村     |              |                        | 明治8年1月 高根村          | 明治8年1月 高根村          | 高根村                     | 高根村                       | 高根村                              | 高根村                              | 昭和25年4月1日 大野郡高根村               | 大野郡高根村                | 平成17年2月1日 高山市に編入 | 高山市 |
| 小日和田村   |              |                        | 明治8年1月 高根村          | 明治8年1月 高根村          | 高根村                     | 高根村                       | 高根村                              | 高根村                              | 昭和25年4月1日 大野郡高根村               | 大野郡高根村                | 平成17年2月1日 高山市に編入 | 高山市 |
| 野麦村       |              |                        | 明治8年1月 高根村          | 明治8年1月 高根村          | 高根村                     | 高根村                       | 高根村                              | 高根村                              | 昭和25年4月1日 大野郡高根村               | 大野郡高根村                | 平成17年2月1日 高山市に編入 | 高山市 |
| 大古井村     |              |                        | 明治8年1月 高根村          | 明治8年1月 高根村          | 高根村                     | 高根村                       | 高根村                              | 高根村                              | 昭和25年4月1日 大野郡高根村               | 大野郡高根村                | 平成17年2月1日 高山市に編入 | 高山市 |
| 大 野 郡     | 山之口村     | 山之口村               | 明治8年1月 位山村の一部    | 明治16年 分立 山之口村     | 山之口村                   | 山之口村                     | 山之口村                            | 山之口村                            | 山之口村                                  | 昭和31年8月25日 萩原町      | 平成16年3月1日 下呂市       | 下呂市 |
| 上呂村       | 上呂村       | 上呂村                 | 明治8年1月 三郷村          | 三郷村                     | 三郷村                     | 三郷村                       | 明治30年4月1日 萩原村               | 明治30年10月29日 町制 萩原町        | 萩原町                                    | 昭和31年8月25日 萩原町      | 平成16年3月1日 下呂市       | 下呂市 |
| 桜洞村       |              |                        | 明治8年1月 三郷村          | 三郷村                     | 三郷村                     | 三郷村                       | 明治30年4月1日 萩原村               | 明治30年10月29日 町制 萩原町        | 萩原町                                    | 昭和31年8月25日 萩原町      | 平成16年3月1日 下呂市       | 下呂市 |
| 萩原町村     |              |                        | 明治8年1月 三郷村          | 三郷村                     | 三郷村                     | 三郷村                       | 明治30年4月1日 萩原村               | 明治30年10月29日 町制 萩原町        | 萩原町                                    | 昭和31年8月25日 萩原町      | 平成16年3月1日 下呂市       | 下呂市 |
| 上村         |              |                        | 明治8年1月 三郷村          | 三郷村                     | 三郷村                     | 三郷村                       | 明治30年4月1日 萩原村               | 明治30年10月29日 町制 萩原町        | 萩原町                                    | 昭和31年8月25日 萩原町      | 平成16年3月1日 下呂市       | 下呂市 |
| 花池村       |              |                        | 明治8年1月 三郷村          | 三郷村                     | 三郷村                     | 三郷村                       | 明治30年4月1日 萩原村               | 明治30年10月29日 町制 萩原町        | 萩原町                                    | 昭和31年8月25日 萩原町      | 平成16年3月1日 下呂市       | 下呂市 |
| 中呂村       |              |                        | 明治8年1月 三郷村          | 三郷村                     | 三郷村                     | 三郷村                       | 明治30年4月1日 萩原村               | 明治30年10月29日 町制 萩原町        | 萩原町                                    | 昭和31年8月25日 萩原町      | 平成16年3月1日 下呂市       | 下呂市 |
| 大ヶ洞村     | 大ヶ洞村     | 大ヶ洞村               | 明治8年1月 三郷村          | 明治16年 分立 宮田村       | 宮田村                     | 宮田村                       | 明治30年4月1日 萩原村               | 明治30年10月29日 町制 萩原町        | 萩原町                                    | 昭和31年8月25日 萩原町      | 平成16年3月1日 下呂市       | 下呂市 |
| 宮田村       |              |                        | 明治8年1月 三郷村          | 明治16年 分立 宮田村       | 宮田村                     | 宮田村                       | 明治30年4月1日 萩原村               | 明治30年10月29日 町制 萩原町        | 萩原町                                    | 昭和31年8月25日 萩原町      | 平成16年3月1日 下呂市       | 下呂市 |
| 奥田洞村     |              |                        | 明治8年1月 三郷村          | 明治16年 分立 宮田村       | 宮田村                     | 宮田村                       | 明治30年4月1日 萩原村               | 明治30年10月29日 町制 萩原町        | 萩原町                                    | 昭和31年8月25日 萩原町      | 平成16年3月1日 下呂市       | 下呂市 |
| 尾崎村       | 尾崎村       | 尾崎村                 | 明治8年1月 川西村          | 明治8年1月 川西村          | 川西村                     | 川西村                       | 川西村                              | 川西村                              | 川西村                                    | 昭和31年8月25日 萩原町      | 平成16年3月1日 下呂市       | 下呂市 |
| 四美村       |              |                        | 明治8年1月 川西村          | 明治8年1月 川西村          | 川西村                     | 川西村                       | 川西村                              | 川西村                              | 川西村                                    | 昭和31年8月25日 萩原町      | 平成16年3月1日 下呂市       | 下呂市 |
| 西上田村     |              |                        | 明治8年1月 川西村          | 明治8年1月 川西村          | 川西村                     | 川西村                       | 川西村                              | 川西村                              | 川西村                                    | 昭和31年8月25日 萩原町      | 平成16年3月1日 下呂市       | 下呂市 |
| 野上村       |              |                        | 明治8年1月 川西村          | 明治8年1月 川西村          | 川西村                     | 川西村                       | 川西村                              | 川西村                              | 川西村                                    | 昭和31年8月25日 萩原町      | 平成16年3月1日 下呂市       | 下呂市 |
| 羽根村       |              |                        | 明治8年1月 川西村          | 明治8年1月 川西村          | 川西村                     | 川西村                       | 川西村                              | 川西村                              | 川西村                                    | 昭和31年8月25日 萩原町      | 平成16年3月1日 下呂市       | 下呂市 |
| 跡津村       |              |                        | 明治8年1月 川西村          | 明治8年1月 川西村          | 川西村                     | 川西村                       | 川西村                              | 川西村                              | 川西村                                    | 昭和31年8月25日 萩原町      | 平成16年3月1日 下呂市       | 下呂市 |
| 少ヶ野村     | 少ヶ野村     | 少ヶ野村               | 明治8年1月 川西村          | 明治8年1月 川西村          | 下呂村                     | 下呂村                       | 下呂村                              | 大正14年1月1日 町制 下呂町          | 下呂町                                    | 昭和30年4月1日 下呂町       | 平成16年3月1日 下呂市       | 下呂市 |
| 三原村       |              |                        | 明治8年1月 川西村          | 明治8年1月 川西村          | 下呂村                     | 下呂村                       | 下呂村                              | 大正14年1月1日 町制 下呂町          | 下呂町                                    | 昭和30年4月1日 下呂町       | 平成16年3月1日 下呂市       | 下呂市 |
| 東上田村     | 東上田村     | 東上田村               | 明治8年1月 三郷村          | 明治16年 分立 下呂村       | 下呂村                     | 下呂村                       | 下呂村                              | 大正14年1月1日 町制 下呂町          | 下呂町                                    | 昭和30年4月1日 下呂町       | 平成16年3月1日 下呂市       | 下呂市 |
| 森村         |              |                        | 明治8年1月 三郷村          | 明治16年 分立 下呂村       | 下呂村                     | 下呂村                       | 下呂村                              | 大正14年1月1日 町制 下呂町          | 下呂町                                    | 昭和30年4月1日 下呂町       | 平成16年3月1日 下呂市       | 下呂市 |
| 小川村       |              |                        | 明治8年1月 三郷村          | 明治16年 分立 下呂村       | 下呂村                     | 下呂村                       | 下呂村                              | 大正14年1月1日 町制 下呂町          | 下呂町                                    | 昭和30年4月1日 下呂町       | 平成16年3月1日 下呂市       | 下呂市 |
| 湯之島村     |              |                        | 明治8年1月 三郷村          | 明治16年 分立 下呂村       | 下呂村                     | 下呂村                       | 下呂村                              | 大正14年1月1日 町制 下呂町          | 下呂町                                    | 昭和30年4月1日 下呂町       | 平成16年3月1日 下呂市       | 下呂市 |
| 乗政村       | 乗政村       | 乗政村                 | 明治8年1月 三郷村          | 明治16年 分立 竹原村       | 竹原村                     | 竹原村                       | 竹原村                              | 竹原村                              | 竹原村                                    | 昭和30年4月1日 下呂町       | 平成16年3月1日 下呂市       | 下呂市 |
| 宮地村       |              |                        | 明治8年1月 三郷村          | 明治16年 分立 竹原村       | 竹原村                     | 竹原村                       | 竹原村                              | 竹原村                              | 竹原村                                    | 昭和30年4月1日 下呂町       | 平成16年3月1日 下呂市       | 下呂市 |
| 野尻村       |              |                        | 明治8年1月 三郷村          | 明治16年 分立 竹原村       | 竹原村                     | 竹原村                       | 竹原村                              | 竹原村                              | 竹原村                                    | 昭和30年4月1日 下呂町       | 平成16年3月1日 下呂市       | 下呂市 |
| 御厩野村     |              |                        | 明治8年1月 三郷村          | 明治16年 分立 竹原村       | 竹原村                     | 竹原村                       | 竹原村                              | 竹原村                              | 竹原村                                    | 昭和30年4月1日 下呂町       | 平成16年3月1日 下呂市       | 下呂市 |
| 夏焼村       | 夏焼村       | 夏焼村                 | 明治8年1月 下原村          | 明治16年 分立 上原村       | 上原村                     | 上原村                       | 上原村                              | 上原村                              | 上原村                                    | 昭和30年4月1日 下呂町       | 平成16年3月1日 下呂市       | 下呂市 |
| 田口村       |              |                        | 明治8年1月 下原村          | 明治16年 分立 上原村       | 上原村                     | 上原村                       | 上原村                              | 上原村                              | 上原村                                    | 昭和30年4月1日 下呂町       | 平成16年3月1日 下呂市       | 下呂市 |
| 蛇之尾村     |              |                        | 明治8年1月 下原村          | 明治16年 分立 上原村       | 上原村                     | 上原村                       | 上原村                              | 上原村                              | 上原村                                    | 昭和30年4月1日 下呂町       | 平成16年3月1日 下呂市       | 下呂市 |
| 門和佐村     |              |                        | 明治8年1月 下原村          | 明治16年 分立 上原村       | 上原村                     | 上原村                       | 上原村                              | 上原村                              | 上原村                                    | 昭和30年4月1日 下呂町       | 平成16年3月1日 下呂市       | 下呂市 |
| 久野川村     |              |                        | 明治8年1月 下原村          | 明治16年 分立 上原村       | 上原村                     | 上原村                       | 上原村                              | 上原村                              | 上原村                                    | 昭和30年4月1日 下呂町       | 平成16年3月1日 下呂市       | 下呂市 |
| 門原村       | 門原村       | 門原村                 | 明治8年1月 下原村          | 明治16年 分立 中原村       | 中原村                     | 中原村                       | 中原村                              | 中原村                              | 中原村                                    | 昭和30年4月1日 下呂町       | 平成16年3月1日 下呂市       | 下呂市 |
| 保井戸村     |              |                        | 明治8年1月 下原村          | 明治16年 分立 中原村       | 中原村                     | 中原村                       | 中原村                              | 中原村                              | 中原村                                    | 昭和30年4月1日 下呂町       | 平成16年3月1日 下呂市       | 下呂市 |
| 瀬戸村       |              |                        | 明治8年1月 下原村          | 明治16年 分立 中原村       | 中原村                     | 中原村                       | 中原村                              | 中原村                              | 中原村                                    | 昭和30年4月1日 下呂町       | 平成16年3月1日 下呂市       | 下呂市 |
| 三ツ淵村     |              |                        | 明治8年1月 下原村          | 明治16年 分立 中原村       | 中原村                     | 中原村                       | 中原村                              | 中原村                              | 中原村                                    | 昭和30年4月1日 下呂町       | 平成16年3月1日 下呂市       | 下呂市 |
| 和佐村       |              |                        | 明治8年1月 下原村          | 明治16年 分立 中原村       | 中原村                     | 中原村                       | 中原村                              | 中原村                              | 中原村                                    | 昭和30年4月1日 下呂町       | 平成16年3月1日 下呂市       | 下呂市 |
| 火打村       |              |                        | 明治8年1月 下原村          | 明治16年 分立 中原村       | 中原村                     | 中原村                       | 中原村                              | 中原村                              | 中原村                                    | 昭和30年4月1日 下呂町       | 平成16年3月1日 下呂市       | 下呂市 |
| 中切村       | 中切村       | 中切村                 | 明治8年1月 下原村          | 下原村                     | 下原村                     | 下原村                       | 下原村                              | 下原村                              | 下原村                                    | 昭和30年3月1日 金山町       | 平成16年3月1日 下呂市       | 下呂市 |
| 福来村       |              |                        | 明治8年1月 下原村          | 下原村                     | 下原村                     | 下原村                       | 下原村                              | 下原村                              | 下原村                                    | 昭和30年3月1日 金山町       | 平成16年3月1日 下呂市       | 下呂市 |
| 中津原村     |              |                        | 明治8年1月 下原村          | 下原村                     | 下原村                     | 下原村                       | 下原村                              | 下原村                              | 下原村                                    | 昭和30年3月1日 金山町       | 平成16年3月1日 下呂市       | 下呂市 |
| 大船渡村     |              |                        | 明治8年1月 下原村          | 下原村                     | 下原村                     | 下原村                       | 下原村                              | 下原村                              | 下原村                                    | 昭和30年3月1日 金山町       | 平成16年3月1日 下呂市       | 下呂市 |
| 下原町村     |              |                        | 明治8年1月 下原村          | 下原村                     | 下原村                     | 下原村                       | 下原村                              | 下原村                              | 下原村                                    | 昭和30年3月1日 金山町       | 平成16年3月1日 下呂市       | 下呂市 |
| 渡村         |              |                        | 明治8年1月 下原村          | 下原村                     | 下原村                     | 下原村                       | 下原村                              | 下原村                              | 下原村                                    | 昭和30年3月1日 金山町       | 平成16年3月1日 下呂市       | 下呂市 |
| 武 儀 郡     | 金山村       | 金山村                 | 金山村                     | 金山村                     | 金山村                     | 明治23年12月27日 町制 金山町 | 明治23年12月27日 町制 金山町        | 明治23年12月27日 町制 金山町        | 金山町                                    | 昭和30年3月1日 金山町       | 平成16年3月1日 下呂市       | 下呂市 |
| 武 儀 郡     | 笹洞村       | 笹洞村                 | 笹洞村                     | 笹洞村                     | 沙田村                     | 明治23年12月17日 改称 菅田村 | 明治29年11月20日 町制 菅田町        | 明治29年11月20日 町制 菅田町        | 菅田町                                    | 昭和30年3月1日 金山町       | 平成16年3月1日 下呂市       | 下呂市 |
| 武 儀 郡     | 桐洞村       |                        |                            |                            | 沙田村                     | 明治23年12月17日 改称 菅田村 | 明治29年11月20日 町制 菅田町        | 明治29年11月20日 町制 菅田町        | 菅田町                                    | 昭和30年3月1日 金山町       | 平成16年3月1日 下呂市       | 下呂市 |
| 郡 上 郡     | 弓掛村       | 弓掛村                 | 弓掛村                     | 弓掛村                     | 弓掛村                     | 弓掛村                       | 明治30年4月1日 東村                 | 明治30年4月1日 東村                 | 東村                                      | 昭和30年3月1日 金山町       | 平成16年3月1日 下呂市       | 下呂市 |
| 郡 上 郡     | 卯野原村     | 卯野原村               | 卯野原村                   | 卯野原村                   | 卯野原村                   | 卯野原村                     | 明治30年4月1日 東村                 | 明治30年4月1日 東村                 | 東村                                      | 昭和30年3月1日 金山町       | 平成16年3月1日 下呂市       | 下呂市 |
| 郡 上 郡     | 乙原村       | 乙原村                 | 乙原村                     | 乙原村                     | 乙原村                     | 乙原村                       | 明治30年4月1日 東村                 | 明治30年4月1日 東村                 | 東村                                      | 昭和30年3月1日 金山町       | 平成16年3月1日 下呂市       | 下呂市 |
| 郡 上 郡     | 祖師野村     | 祖師野村               | 祖師野村                   | 祖師野村                   | 祖師野村                   | 祖師野村                     | 明治30年4月1日 東村                 | 明治30年4月1日 東村                 | 東村                                      | 昭和30年3月1日 金山町       | 平成16年3月1日 下呂市       | 下呂市 |
| 郡 上 郡     | 沓部村       | 明治初年 分立 東沓部村 | 明治初年 分立 東沓部村     | 明治初年 分立 東沓部村     | 東沓部村                   | 東沓部村                     | 明治30年4月1日 東村                 | 明治30年4月1日 東村                 | 東村                                      | 昭和30年3月1日 金山町       | 平成16年3月1日 下呂市       | 下呂市 |
| 郡 上 郡     | 沓部村       | 明治初年 改称 西沓部村 | 明治8年1月 戸部村          | 明治8年1月 戸部村          | 戸部村                     | 戸部村                       | 明治30年4月1日 東村                 | 明治30年4月1日 東村                 | 東村                                      | 昭和30年3月1日 金山町       | 平成16年3月1日 下呂市       | 下呂市 |
| 郡 上 郡     | 戸川村       |                        | 明治8年1月 戸部村          | 明治8年1月 戸部村          | 戸部村                     | 戸部村                       | 明治30年4月1日 東村                 | 明治30年4月1日 東村                 | 東村                                      | 昭和30年3月1日 金山町       | 平成16年3月1日 下呂市       | 下呂市 |
| 郡 上 郡     | 広瀬村       | 広瀬村                 | 明治8年1月 岩瀬村          | 明治8年1月 岩瀬村          | 岩瀬村                     | 岩瀬村                       | 明治30年4月1日 東村                 | 明治30年4月1日 東村                 | 東村                                      | 昭和30年3月1日 金山町       | 平成16年3月1日 下呂市       | 下呂市 |
| 郡 上 郡     | 中原村       |                        | 明治8年1月 岩瀬村          | 明治8年1月 岩瀬村          | 岩瀬村                     | 岩瀬村                       | 明治30年4月1日 東村                 | 明治30年4月1日 東村                 | 東村                                      | 昭和30年3月1日 金山町       | 平成16年3月1日 下呂市       | 下呂市 |
| 郡 上 郡     | 相原村       |                        | 明治8年1月 岩瀬村          | 明治8年1月 岩瀬村          | 岩瀬村                     | 岩瀬村                       | 明治30年4月1日 東村                 | 明治30年4月1日 東村                 | 東村                                      | 昭和30年3月1日 金山町       | 平成16年3月1日 下呂市       | 下呂市 |
| 郡 上 郡     | 八坂村       |                        | 明治8年1月 岩瀬村          | 明治8年1月 岩瀬村          | 岩瀬村                     | 岩瀬村                       | 明治30年4月1日 東村                 | 明治30年4月1日 東村                 | 東村                                      | 昭和30年3月1日 金山町       | 平成16年3月1日 下呂市       | 下呂市 |
| 郡 上 郡     | 岩屋村       |                        | 明治8年1月 岩瀬村          | 明治8年1月 岩瀬村          | 岩瀬村                     | 岩瀬村                       | 明治30年4月1日 東村                 | 明治30年4月1日 東村                 | 東村                                      | 昭和30年3月1日 金山町       | 平成16年3月1日 下呂市       | 下呂市 |
| 加 茂 郡     | 田島村       | 田島村                 | 明治8年1月1月 白山村の一部 | 明治8年1月1月 白山村の一部 | 西白川村 の一部            | 西白川村の一部               | 西白川村の一部                      | 西白川村の一部                      | 昭和28年4月1日 町制改称 白川町の一部      | 昭和30年4月1日 金山町に編入 | 平成16年3月1日 下呂市       | 下呂市 |
| 門坂村       | 門坂村       | 門坂村                 | 明治8年1月 小坂村          | 明治8年1月 小坂村          | 小坂村                     | 小坂村                       | 小坂村                              | 明治31年3月2日 町制 小坂町          | 小坂町                                    | 小坂町                      | 平成16年3月1日 下呂市       | 下呂市 |
| 岩崎村       |              |                        | 明治8年1月 小坂村          | 明治8年1月 小坂村          | 小坂村                     | 小坂村                       | 小坂村                              | 明治31年3月2日 町制 小坂町          | 小坂町                                    | 小坂町                      | 平成16年3月1日 下呂市       | 下呂市 |
| 無数原村     |              |                        | 明治8年1月 小坂村          | 明治8年1月 小坂村          | 小坂村                     | 小坂村                       | 小坂村                              | 明治31年3月2日 町制 小坂町          | 小坂町                                    | 小坂町                      | 平成16年3月1日 下呂市       | 下呂市 |
| 小坂町村     |              |                        | 明治8年1月 小坂村          | 明治8年1月 小坂村          | 小坂村                     | 小坂村                       | 小坂村                              | 明治31年3月2日 町制 小坂町          | 小坂町                                    | 小坂町                      | 平成16年3月1日 下呂市       | 下呂市 |
| 大島村       |              |                        | 明治8年1月 小坂村          | 明治8年1月 小坂村          | 小坂村                     | 小坂村                       | 小坂村                              | 明治31年3月2日 町制 小坂町          | 小坂町                                    | 小坂町                      | 平成16年3月1日 下呂市       | 下呂市 |
| 坂下村       |              |                        | 明治8年1月 小坂村          | 明治8年1月 小坂村          | 小坂村                     | 小坂村                       | 小坂村                              | 明治31年3月2日 町制 小坂町          | 小坂町                                    | 小坂町                      | 平成16年3月1日 下呂市       | 下呂市 |
| 長瀬村       |              |                        | 明治8年1月 小坂村          | 明治8年1月 小坂村          | 小坂村                     | 小坂村                       | 小坂村                              | 明治31年3月2日 町制 小坂町          | 小坂町                                    | 小坂町                      | 平成16年3月1日 下呂市       | 下呂市 |
| 赤沼田村     |              |                        | 明治8年1月 小坂村          | 明治8年1月 小坂村          | 小坂村                     | 小坂村                       | 小坂村                              | 明治31年3月2日 町制 小坂町          | 小坂町                                    | 小坂町                      | 平成16年3月1日 下呂市       | 下呂市 |
| 落合村       |              |                        | 明治8年1月 小坂村          | 明治8年1月 小坂村          | 小坂村                     | 小坂村                       | 小坂村                              | 明治31年3月2日 町制 小坂町          | 小坂町                                    | 小坂町                      | 平成16年3月1日 下呂市       | 下呂市 |
| 大洞村       |              |                        | 明治8年1月 小坂村          | 明治8年1月 小坂村          | 小坂村                     | 小坂村                       | 小坂村                              | 明治31年3月2日 町制 小坂町          | 小坂町                                    | 小坂町                      | 平成16年3月1日 下呂市       | 下呂市 |
| 湯屋村       |              |                        | 明治8年1月 小坂村          | 明治8年1月 小坂村          | 小坂村                     | 小坂村                       | 小坂村                              | 明治31年3月2日 町制 小坂町          | 小坂町                                    | 小坂町                      | 平成16年3月1日 下呂市       | 下呂市 |
| 川上村       | 川上村       | 川上村                 | 明治8年1月 馬瀬村          | 明治17年 上馬瀬村          | 馬瀬村                     | 馬瀬村                       | 馬瀬村                              | 馬瀬村                              | 馬瀬村                                    | 馬瀬村                      | 平成16年3月1日 下呂市       | 下呂市 |
| 黒石村       |              |                        | 明治8年1月 馬瀬村          | 明治17年 上馬瀬村          | 馬瀬村                     | 馬瀬村                       | 馬瀬村                              | 馬瀬村                              | 馬瀬村                                    | 馬瀬村                      | 平成16年3月1日 下呂市       | 下呂市 |
| 数河村       |              |                        | 明治8年1月 馬瀬村          | 明治17年 上馬瀬村          | 馬瀬村                     | 馬瀬村                       | 馬瀬村                              | 馬瀬村                              | 馬瀬村                                    | 馬瀬村                      | 平成16年3月1日 下呂市       | 下呂市 |
| 中切村       |              |                        | 明治8年1月 馬瀬村          | 明治17年 上馬瀬村          | 馬瀬村                     | 馬瀬村                       | 馬瀬村                              | 馬瀬村                              | 馬瀬村                                    | 馬瀬村                      | 平成16年3月1日 下呂市       | 下呂市 |
| 堀之内村     |              |                        | 明治8年1月 馬瀬村          | 明治17年 上馬瀬村          | 馬瀬村                     | 馬瀬村                       | 馬瀬村                              | 馬瀬村                              | 馬瀬村                                    | 馬瀬村                      | 平成16年3月1日 下呂市       | 下呂市 |
| 名丸村       |              |                        | 明治8年1月 馬瀬村          | 明治17年 上馬瀬村          | 馬瀬村                     | 馬瀬村                       | 馬瀬村                              | 馬瀬村                              | 馬瀬村                                    | 馬瀬村                      | 平成16年3月1日 下呂市       | 下呂市 |
| 井谷村       | 井谷村       | 井谷村                 | 明治8年1月 馬瀬村          | 明治17年 下馬瀬村          | 馬瀬村                     | 馬瀬村                       | 馬瀬村                              | 馬瀬村                              | 馬瀬村                                    | 馬瀬村                      | 平成16年3月1日 下呂市       | 下呂市 |
| 惣島村       |              |                        | 明治8年1月 馬瀬村          | 明治17年 下馬瀬村          | 馬瀬村                     | 馬瀬村                       | 馬瀬村                              | 馬瀬村                              | 馬瀬村                                    | 馬瀬村                      | 平成16年3月1日 下呂市       | 下呂市 |
| 西村         |              |                        | 明治8年1月 馬瀬村          | 明治17年 下馬瀬村          | 馬瀬村                     | 馬瀬村                       | 馬瀬村                              | 馬瀬村                              | 馬瀬村                                    | 馬瀬村                      | 平成16年3月1日 下呂市       | 下呂市 |
| 下山村       |              |                        | 明治8年1月 馬瀬村          | 明治17年 下馬瀬村          | 馬瀬村                     | 馬瀬村                       | 馬瀬村                              | 馬瀬村                              | 馬瀬村                                    | 馬瀬村                      | 平成16年3月1日 下呂市       | 下呂市 |

## 行政
大野・吉城・益田郡長
| 代 | 氏名 | 就任年月日                | 退任年月日                | 備考 |
| -- | ---- | ------------------------- | ------------------------- | ---- |
| 1  |      | 明治12年（1879年）2月18日 |                           |      |
|    |      |                           | 明治30年（1897年）7月31日 | 廃官 |

益田郡長
| 代 | 氏名 | 就任年月日               | 退任年月日                | 備考                 |
| -- | ---- | ------------------------ | ------------------------- | -------------------- |
| 1  |      | 明治30年（1897年）8月1日 |                           |                      |
|    |      |                          | 大正15年（1926年）6月30日 | 郡役所廃止により廃官 |